# تمپا غربی
تَمپا غربی (به انگلیسی: West Tampa) یک منطقهٔ مسکونی در ایالات متحده آمریکا است که در تمپا، فلوریدا واقع شده‌است.